# TRUE JUSTICE
『TRUE JUSTICE』（トゥルー・ジャスティス）は、2011年から2012年に放送されたスティーヴン・セガール製作・脚本・主演のテレビドラマ。
日本の地上波ではテレビ東京の『ランチチャンネル』月 - 木曜枠(2015年1月5日 - 2月19日)で『S・セガール劇場』の邦題で放送された。
2016年には原題のタイトルでムービープラスにて放送された。

## 登場人物

### 主要レギュラー
演の括弧内は日本語吹き替え。
イライジャ・ケイン
演 - スティーヴン・セガール（大塚明夫）
シアトル警察 特別捜査隊（SIU） 隊長
特別捜査隊壊滅後は警察を辞職、経歴を活かして非合法のチームを結成する。
ジュリエット・ソーンダーズ
演 - ミーガン・オリー（有賀由樹子）
シアトル警察 特別捜査隊（SIU） 捜査員、シーズン２のPART1で殉職。
ブレット・ラドナー
演 - ウォーレン・クリスティー（井上剛）
シアトル警察 特別捜査隊（SIU） 捜査員
アンドレ・メイソン
演 - ウィリアム・ビッグスリープ・スチュワート（丸山壮史）
シアトル警察 特別捜査隊（SIU） 捜査員、シーズン２のPART1で退職。
サラ・モンゴメリ
演 - サラ・リンド（ミルノ純）
シアトル警察 特別捜査隊（SIU） 捜査員
グレーヴス
演 - エイドリアン・ハフ（里卓哉）
シアトル警察 保安官 SIUの上司

ジョーダン・スパークス
演 - エリザベス・タイ（宮川悠）
シアトル警察 鑑識

ブラッド・ゲイツ
演 - カイル・キャシー（村上裕哉）
シアトル警察 巡査

タナカ
演 - ジョージ・タケイ（金子修）
シアトル警察 科捜研

ヒロ
演 - アレックス・マラリ・Jr.（河合みのる）
情報屋シムズ

マーク　シムズ
演 - ロックリン・マンロー（土屋直人）
元特殊部隊

ジョニー　ガルシア
演 - ジェシー・ハッチ（波多野和俊）
元特殊部隊
マーカス
演 - エイドリアン・ホームズ（河合みのる）
CIA工作員
フィンチ
演 - タナヤ・ビーティ（岸野沙希）
ハッカー
カステロ
演 - タイ・オルソン（丸山壮史）
工作員
アナ
演 - エミリー・ウラアップ（亀中理恵子）
ロシア工作員
エディ
演 - ザック・サンティアゴ（板取政明）
情報屋
リンチ
演 - リック・ラヴァネロ（谷昌樹）
ヴェロニカ
演 - ヘザー・ドークセン（徳永真梨子）
スノウ
演 - マーティン・カミングス（長島真祐）
マダム
演 - サハール・ビニアズ（鈴木君子）
ハッサン
演 - アミル・アリソン（株田裕介）
ゼメンコ
演 - エミリー・ウレラップ（西村野歩子）
サリク
演 - マイク・ドープド（金子修）
スローン
演 - アーロン・ダグラス（加藤清司）
デヴリン
演 - ガーディナー・ミラー（長島真祐）
アイドラン
演 - マイケル・コスパ（板取政明）
バラック
演 - ババク・ハレキー（金子修）
クリスティーナ
演 - ヴァレリー・ワイズマン（藤田あつき）
レカ
演 - ブラッドリー・ストライカー（水越健）
ジャック
演 - ネルソン・レイス（岡本未来）
ボージャン
演 - ダーレン・シャーラヴィ（酒巻光宏）
ルナ
演 - ブレオナ・クエレティ（うさみともこ）
キャシー
演 - エクスタシア・サンダース（辰巳知里）
サリーム
演 - アーマド・シャムルー（徳本英一郎）
カラジック
演 - ピーター・ケント（山本祥太）
ニコライ
演 - ギル・ベローズ（板取政明）
コーエン
演 - スティーヴ・ベーシック（藤井剛）
ドクター
演 - イアン・トレイシー（青木俊憲）
トーマス
演 - ベン・コットン（金子修）
マゼラン
演 - ポール・マクギリオン

## エピソードタイトル
| 話数   | 邦題                                 |                          |
| ------ | ------------------------------------ | ------------------------ |
| 第1話  | 沈黙の宿命                           | TRUE JUSTICE Episode 1   |
| 第2話  | 沈黙の美女                           | TRUE JUSTICE Episode 2   |
| 第3話  | 沈黙の啓示                           | TRUE JUSTICE Episode 3   |
| 第4話  | 沈黙のピエロ                         | TRUE JUSTICE Episode 4   |
| 第5話  | 沈黙の背信                           | TRUE JUSTICE Episode 5   |
| 第6話  | 沈黙の西海岸                         | TRUE JUSTICE Episode 6   |
| 第7話  | 沈黙の弾痕                           | TRUE JUSTICE Episode 7   |
| 第8話  | 沈黙のスナイパー                     | TRUE JUSTICE Episode 8   |
| 第9話  | 沈黙の挽歌                           | TRUE JUSTICE Episode 9   |
| 第10話 | 沈黙の危機一髪                       | TRUE JUSTICE Episode 10  |
| 第11話 | 沈黙の神拳                           | TRUE JUSTICE Episode 11  |
| 第12話 | 沈黙の襲撃                           | TRUE JUSTICE Episode 12  |
| 第13話 | 沈黙の絆                             | TRUE JUSTICE2 Episode 0  |
| 第14話 | 沈黙の嵐                             | TRUE JUSTICE2 Episode 1  |
| 第15話 | 沈黙の団結                           | TRUE JUSTICE2 Episode 2  |
| 第16話 | 沈黙の掟                             | TRUE JUSTICE2 Episode 3  |
| 第17話 | 沈黙の武器商人と囚われの美女         | TRUE JUSTICE2 Episode 4  |
| 第18話 | 沈黙の牙                             | TRUE JUSTICE2 Episode 5  |
| 第19話 | 沈黙の撃針                           | TRUE JUSTICE2 Episode 6  |
| 第20話 | 沈黙の炎                             | TRUE JUSTICE2 Episode 7  |
| 第21話 | 沈黙の裸体                           | TRUE JUSTICE2 Episode 8  |
| 第22話 | 沈黙の刻                             | TRUE JUSTICE2 Episode 9  |
| 第23話 | 沈黙の捜査網とロシアからの美人スパイ | TRUE JUSTICE2 Episode 10 |
| 第24話 | 沈黙の記録                           | TRUE JUSTICE2 Episode 11 |
| 第25話 | 沈黙の魂                             | TRUE JUSTICE2 Episode 12 |
| 第26話 | 沈黙の最終決戦                       | TRUE JUSTICE2 Episode 13 |

## シリーズ（ソフト化）
| シーズン１ | 沈黙の宿命 TRUE JUSTICE PART1 | PART1のみ2011年7月2日劇場公開。 PART2以降はDVDリリース。 PART1,PART2 2011年8月2日リリース PART3,PART4 2011年9月2日リリース PART5,PART6 2011年10月4日リリース なお『沈黙の宿命』公開記念として、「TRUE JUSTICE」シリーズ全6作品を一挙上映するイベント「セガールマラソン」が2011年7月16日に開催された。 |
| シーズン１ | 沈黙の啓示 TRUE JUSTICE PART2 | PART1のみ2011年7月2日劇場公開。 PART2以降はDVDリリース。 PART1,PART2 2011年8月2日リリース PART3,PART4 2011年9月2日リリース PART5,PART6 2011年10月4日リリース なお『沈黙の宿命』公開記念として、「TRUE JUSTICE」シリーズ全6作品を一挙上映するイベント「セガールマラソン」が2011年7月16日に開催された。 |
| シーズン１ | 沈黙の背信 TRUE JUSTICE PART3 | PART1のみ2011年7月2日劇場公開。 PART2以降はDVDリリース。 PART1,PART2 2011年8月2日リリース PART3,PART4 2011年9月2日リリース PART5,PART6 2011年10月4日リリース なお『沈黙の宿命』公開記念として、「TRUE JUSTICE」シリーズ全6作品を一挙上映するイベント「セガールマラソン」が2011年7月16日に開催された。 |
| シーズン１ | 沈黙の弾痕 TRUE JUSTICE PART4 | PART1のみ2011年7月2日劇場公開。 PART2以降はDVDリリース。 PART1,PART2 2011年8月2日リリース PART3,PART4 2011年9月2日リリース PART5,PART6 2011年10月4日リリース なお『沈黙の宿命』公開記念として、「TRUE JUSTICE」シリーズ全6作品を一挙上映するイベント「セガールマラソン」が2011年7月16日に開催された。 |
| シーズン１ | 沈黙の挽歌 TRUE JUSTICE PART5 | PART1のみ2011年7月2日劇場公開。 PART2以降はDVDリリース。 PART1,PART2 2011年8月2日リリース PART3,PART4 2011年9月2日リリース PART5,PART6 2011年10月4日リリース なお『沈黙の宿命』公開記念として、「TRUE JUSTICE」シリーズ全6作品を一挙上映するイベント「セガールマラソン」が2011年7月16日に開催された。 |
| シーズン１ | 沈黙の神拳 TRUE JUSTICE PART6 | PART1のみ2011年7月2日劇場公開。 PART2以降はDVDリリース。 PART1,PART2 2011年8月2日リリース PART3,PART4 2011年9月2日リリース PART5,PART6 2011年10月4日リリース なお『沈黙の宿命』公開記念として、「TRUE JUSTICE」シリーズ全6作品を一挙上映するイベント「セガールマラソン」が2011年7月16日に開催された。 |
| シーズン２ | 沈黙の嵐 TRUE JUSTICE2 PART1  | DVDリリース。 PART1,PART2 2012年11月2日リリース PART3,PART4 2012年12月4日リリース PART5,PART6 2013年1月8日リリース PART1には『沈黙の絆』 TRUE JUSTICE2 PART0 も収録。 |
| シーズン２ | 沈黙の掟 TRUE JUSTICE2 PART2  | DVDリリース。 PART1,PART2 2012年11月2日リリース PART3,PART4 2012年12月4日リリース PART5,PART6 2013年1月8日リリース PART1には『沈黙の絆』 TRUE JUSTICE2 PART0 も収録。 |
| シーズン２ | 沈黙の牙 TRUE JUSTICE2 PART3  | DVDリリース。 PART1,PART2 2012年11月2日リリース PART3,PART4 2012年12月4日リリース PART5,PART6 2013年1月8日リリース PART1には『沈黙の絆』 TRUE JUSTICE2 PART0 も収録。 |
| シーズン２ | 沈黙の炎 TRUE JUSTICE2 PART4  | DVDリリース。 PART1,PART2 2012年11月2日リリース PART3,PART4 2012年12月4日リリース PART5,PART6 2013年1月8日リリース PART1には『沈黙の絆』 TRUE JUSTICE2 PART0 も収録。 |
| シーズン２ | 沈黙の刻 TRUE JUSTICE2 PART5  | DVDリリース。 PART1,PART2 2012年11月2日リリース PART3,PART4 2012年12月4日リリース PART5,PART6 2013年1月8日リリース PART1には『沈黙の絆』 TRUE JUSTICE2 PART0 も収録。 |
| シーズン２ | 沈黙の魂 TRUE JUSTICE2 PART6  | DVDリリース。 PART1,PART2 2012年11月2日リリース PART3,PART4 2012年12月4日リリース PART5,PART6 2013年1月8日リリース PART1には『沈黙の絆』 TRUE JUSTICE2 PART0 も収録。 |